# Ivete (boneca)
Ivete é uma boneca brasileira da fabricante de brinquedos Baby Brink inspirada da cantora e compositora de axé music Ivete Sangalo e criada por Wilson Iguti. Foi lançada em 10 de maio de 2010.

## História
A boneca Ivete foi projetada pelo design e modelador Wilson Iguti especialmente para a empresa Baby Brink, mesma empresa que criou as bonecas de Sandy, Xuxa e Kelly Key, para levar o nome da cantora Ivete Sangalo. A boneca foi criada com 53cm e trouxe em seu figurino uma reprodução em miniatura do vestido branco com listras pretas utilizado pela cantora no DVD Multishow Ao Vivo: Ivete no Maracanã. O lançamento do brinquedo foi em 10 de maio de 2010.

## Recepção da crítica
A boneca recebeu boa aceitação perante às crianças, porém as críticas especializadas foram negativas quanto à falta de beleza do brinquedo. O jornal A Tarde e o website Vooz disseram que o brinquedo "Não parece ser nenhum exemplo de beldade", reclamando da estranheza do rosto da boneca, diferente de Ivete Sangalo, e finalizaram dizendo que era grotesca as feições da mesma.
| “ | O brinquedo está longe de reproduzir a beleza da diva do axé e traz uma versão grosseira das suas feições. | ” |